# 6622 Матвієнко
6622 Матвієнко (6622 Matvienko) — астероїд головного поясу, відкритий 5 вересня 1978 року.
Тіссеранів параметр щодо Юпітера — 3,141.